# Guillermo Crespo
Guillermo Crespo (San Miguel, Provincia de Buenos Aires, 28 de marzo de 1985) es un baloncestista argentino que se desempeña como ala-pívot y también puede jugar como alero. Actualmente juega en el Club Atlético Estudiantil Porteño del Torneo Federal de Básquetbol de la Argentina.

## Carrera profesional

### Clubes
- Actualizado hasta el 13 de mayo de 2018.

| Club                              | País      | Año             |
| --------------------------------- | --------- | --------------- |
| Independiente (Tandil)            | Argentina | 2006 - 2007     |
| Club Atlético Estudiantes         | Argentina | 2007 - 2012     |
| Club Villa General Mitre          | Argentina | 2012 - 2013     |
| Club Atlético River Plate         | Argentina | 2013 - 2016     |
| Club Atlético Estudiantil Porteño | Argentina | 2016 - Presente |